# Kasteel Arkelstein

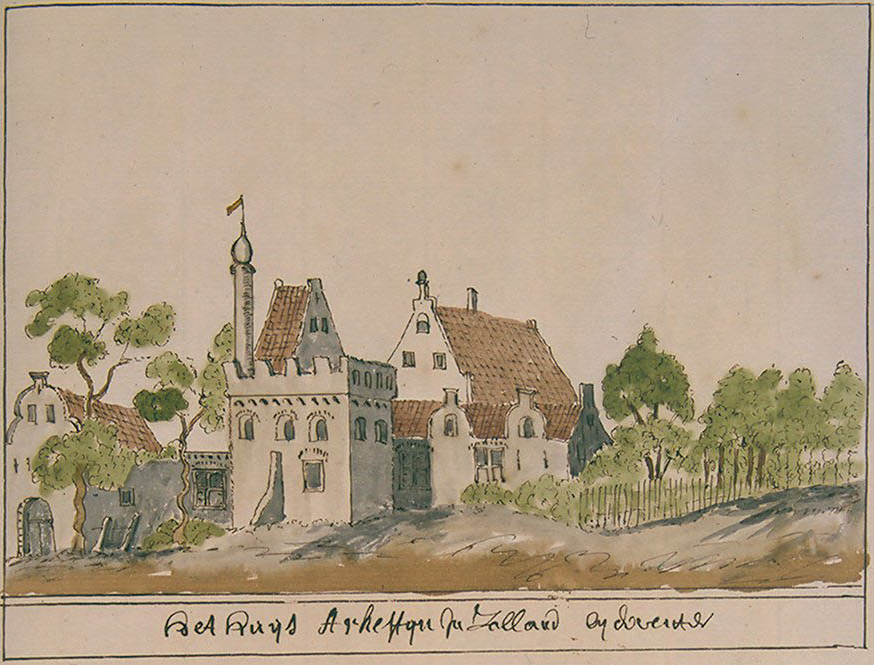
Het huys Arkestyn in Zalland bij Deventer. Andries Schoemaker, (1723/33)

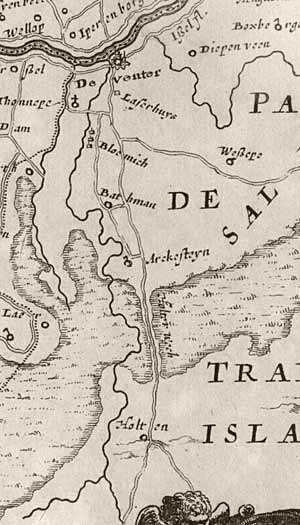
Kaart met kasteel Arckesteyn (het noorden is rechts)

Het kasteel Arkelstein werd in 1361 in opdracht van bisschop Jan van Arkel aan de Schipbeek in de buurtschap Loo in Overijssel gebouwd. Het kasteel werd in 1649 gesloopt. Toen de laatste bovengrondse resten in 1938 werden verwijderd wezen opgravingen op een kasteel met een dubbele gracht waarover een ophaalbrug lag. Het terrein binnen de grachten zou 80 x 120 meter groot zijn, en er zou een rechthoekig huis van 9 x 15 meter en een vierkante toren van 5,20 x 5,20 meter hebben gestaan. In 2007 brachten radarmetingen echter aan het licht dat onder de grond het fundament van een kasteelruïne ligt van 106 bij 136 meter met dikke muren en mogelijk vier ronde hoektorens, dat na de werkzaamheden in 1938 nog nagenoeg intact bleek te zijn gebleven. Binnen de muren zou een donjon met een omtrek van 12 bij 14 meter hebben gestaan. Bovendien was er een voorhof en een boerderij. De locatie had een binnen- en een buitengracht. Dit zou het grootste kasteel van het Oversticht zijn geweest.

## Geschiedenis
Om invallen vanuit Gelre in het Oversticht te verhinderen werd in de Middeleeuwen de Sallandse landweer gebouwd. Dit was een versterkte grens, bestaande uit grachten en wallen die met doornstruiken beplant waren. Bij de doorgangen werden in de landweer versterkingen opgenomen. Kasteel Arkelstein, de Swormertoren, en kasteel de Waardenborg bij Holten waren de belangrijkste. Men gaat ervan uit dat, nog vóórdat de Sallandse landweer werd aangelegd (1370-1400), er bij Loo een houten versterking heeft gestaan. Dat gebeurde met medeweten en misschien ook in opdracht van de vorst-bisschop Jan van Arkel. In de "Croniken van den Stichte van Utrecht ende van Hollant" van Johannes de Beke wordt daarover het volgende gezegd: In den jaer ons Heren M CCC LX V toech bisscop Jan mit heercracht in Zallant tusschen Wegstapel ende (Batman), daer dede hi opslaen ene borch van houte, die hi namaels van stene maken dede endti hiet Arkelsteyne. In tegenstelling tot wat Johannes de Beke schreef was de houten versterking waarschijnlijk al in 1347 of 1348 gebouwd.
De naam Arkelstein komt voor het eerst voor in 1354 in de cameraarsrekeningen van Deventer. 
Het was een kasteel van waarschijnlijk 106 bij 136 meter met dikke muren en mogelijk vier ronde hoektorens, een donjon en een voorburcht. Kasteel Arkelstein was net als de andere verdedigingswerken rond Deventer voorzien van een mast waarlangs een korf kon worden gehesen, bespannen met een gekleurde lap. Op die manier kon bij onraad een wachter in de kerktoren van Deventer worden gewaarschuwd.
In 1364, toen Jan van Arkel al naar Luik was overgeplaatst, kwam een keizerlijke beschikking af op zijn verzoek om tol te mogen heffen bij o.a. Arkelstein om het onderhoud te bekostigen. Jan van Virneburg, bisschop van Utrecht van 1364 tot 1371, had beloofd dat het kasteel Arkelstein onder beheer van de bisschoppen van Utrecht zou blijven, maar omdat het bisdom krap bij kas zat verpandde zijn opvolger Arnold van Horne, bisschop van Utrecht van 1371 tot 1378, het kasteel Arkelstein aan Wouter van Voorst van de Heeckeren, partij in de Eerste Gelderse Successieoorlog. Vervolgens verpandde de bisschop het kasteel aan Henric van Stakenborch, die het als een uitvalbasis voor zijn rooftochten in Salland gebruikte. Floris van Wevelinkhoven, bisschop van Utrecht van 1378 tot 1393, leende daarop van Deventer, Kampen en Zwolle geld om het pand aan Henric van Stakenborch te voldoen. De drie steden kregen in ruil het kasteel in beheer. Er werd vastgelegd dat de slotvoogd van Arkelstein een inwoner moest zijn van een van deze drie steden.
Tot tweemaal toe bezetten Gelderse troepen aan het begin van de 16de eeuw de vesting. In de strijd tussen Gelre en Utrecht is het kasteel meermalen gerepareerd en uitgebreid maar uiteindelijk langzamerhand in verval geraakt. Het verloor in de loop van de 16e eeuw zijn belang van landsheerlijk verdedigingspunt, omdat Nederland onder één landsheer, de Habsburgse vorst Karel V, kwam te vallen. In 1576 was het kasteel niet meer bewoonbaar en in 1649 werd het vanwege beschadiging gesloopt. Toch hebben de resten van Arkelstein nog tot in de 18e eeuw bestaan. Topografisch tekenaar Abraham de Haen maakte er nog melding van in zijn ‘Naem Lijst der adellijke huizen, sloten en kasteelen’. In 1938 verwijderde de Heidemaatschappij de laatste restanten van de muren. Op de topografische kaart van 1954 stonden voor het laatst de contouren van de grachten ingetekend. Sindsdien resten alleen nog ondergrondse fundamenten. 
In 1580 werd er voor het eerst melding gemaakt van een boerderij Arkelstein bij het kasteel, maar het is waarschijnlijk dat de boerderij al in de 15e eeuw, misschien al in de 14e eeuw, werd gebouwd.
Op de locatie van het voormalige kasteel staat nu een moderne boerderij met de naam Arkelsteyn Hoeve, waarvoor in 2011 een nieuwe stal gedeeltelijk op de fundamenten van het kasteel werd gebouwd.

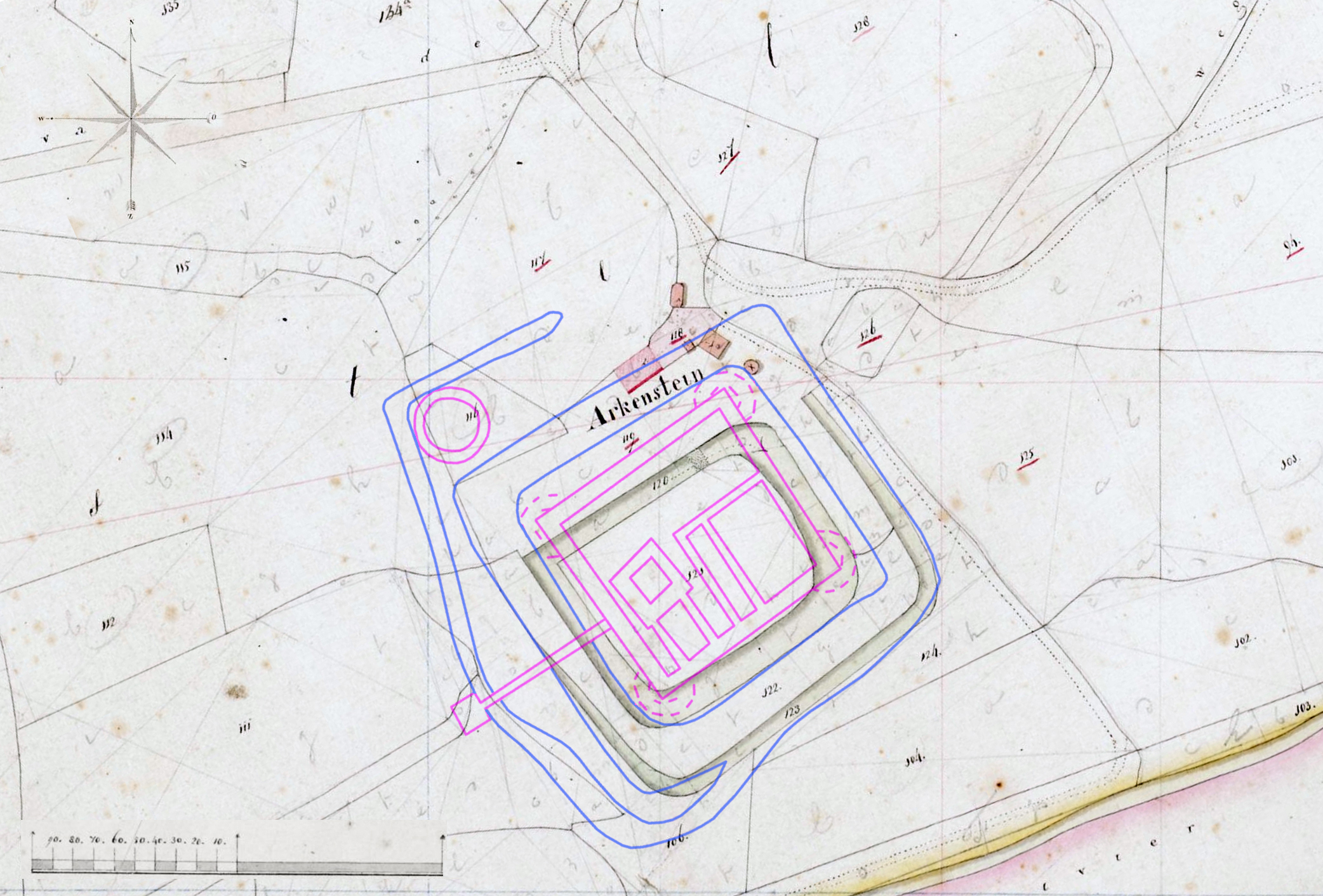
Topografische kaart (1832) met het fundament van kasteel Arkestein, zoals gemeten door Ground Tracer, gekleurd ingetekend

Ahnem · Den Alerdinck · Arendshorst · Arkelstein · Averbergen · Beerze · Den Berg · Bergentheim · Blankena · Borgele · Boskamp · Boxbergen · Bredenhorst · Buckhorst · Campherbeek · Collendoorn · Den Dam · Dieze · Dingshof · Den Doorn · Hof te Dorth · Eerde · Egede · De Gelder · Gerner · Glinthuis · Gramsbergen · De Groote Scheere · De Grote Weede · De Haere · Haerst · Hagenvoorde · Heemse · Herxen · Hoenlo · Hofstede · 't Hogeholt · Hogenhof · 't Hoogehuis · Junne · Kranenburg · Krijtenberg · De Kuile · Het Laar · Langeveldslo · Leemcule · Luttenberg · Melenhorst · Mennigjeshave · Nijenhuis · Oosterveen · Den Ordel · De Pol · Pothof · Rande · Rechteren · Het Reelaer · Rhaan · Rollecate · Rutenberg · Schoonheten · Schuilenburg · Vechterweerd · Velner · Venebrugge · Verborg · Voorst · Vrieswijk · Werkeren · Westerveld · Windesheim · Wittenstein · Wolfshagen · Zuthem
Den Aalshorst · Den Alerdinck · Huis Almelo · Arkelstein · Averbergen · Azoelen · Backenhagen · Bellinckhof · Den Berg · Huis Bergentheim · Beugelskamp · Beverfeurde · Blankena · Hof te Boekelo · Borgbeuningen · Havezate Boskamp · Boxbergen · Havezate Brecklenkamp · Bredenhorst · Buckhorst · Campherbeek · Colckhof · Den Dam · Huis Diepenheim · Dingshof · Dubbelink · Kasteel Eerde · Egede · Havezate Elsen · Everlo · Landgoed Frieswijk · Glinthuis · Huis Gramsbergen · Grimberg · Grotenhuis · De Haere · Haerst · Hagmeule · Slot Hardenberg · Huis Heeckeren · Huis Hengelo · Herxen · Hofstede · Hogenhof · Hondeborg · Katenhorst · Kevelham · Kranenburg · De Kuile · Het Laar · Leemcule · Luttenberg · Mataram · Mennigjeshave · Nijenhuis (Diepenheim) · Nijenhuis (Olst-Wijhe) · Oldemeule · Olidam · Oosterhof · Huis te Ootmarsum · Den Ordel · Pekkedam · Pothof · Rande · Kasteel Rechteren · Het Reelaer · Rhaan · Rutenberg · Huis Saasveld · Havezate Schoonheten · Havezate Schuilenburg · Singraven · Stoevelaar · Kasteel Toutenburg · Twickel · Vechterweerd · Venebrugge · Kasteel Voorst · Warmelo · Wegdam · Weldam · Weleveld · Huis Werkeren · Westerflier · Wittenstein · Zuthem